# Балдуїн IV
Ба́лдуїн IV Прокажéний (лат. Balduin IV; 1161 — 16 березня 1185) — король Єрусалиму (1174–1185).  Представник Першого Анжуйського дому. Народився в Єрусалимі. Син єрусалимського короля Амальріка I та Агнес де Куртене. Хворів на проказу. Зайняв трон після смерті батька.

## Біографія

### Регентство
Походив з Анжуйської династії. Народився у місті Єрусалим, син Амальріка I, короля Єрусалиму, та Агнес Куртене. Виховувався під орудою Вільгельма Тірського. Замолоду захворів на проказу, від якої й помер. Під час ігор виявили, що він не відчував болю після порізів рук. Після смерті батька у 1174 році формально став королем Балдуїном IV. Утім, реальна влада була у регента. Спочатку цю посаду обіймав Міль де Плансі, а незабаром Раймунд III, граф Триполійський. У 1175 році Раймунд уклав мирний договір із Салах ад-Діном.
Більшість представників знаті вважали, що молодий король довго не проживе, тому почали боротьбу за руку сестер Балдуїна IV й спадкоємиць трону — Сибіли та Ізабели.

### Володарювання
У 1176 році Балдуїн IV припинив регентство Раймунда III. На відміну від нього король вважав необхідним проводити наступальну політику по відношенню до Салах ад-Діна. Перед тим він оточив себе надійними людьми, які не мали бажання зазіхати на трон. Балдуїн IV наказав здійснити похід проти Дамаска й долини Бекаа. Спустошивши цю місцевість, король став готуватися до вторгнення в Єгипет. Для цього він 1177 року вклав союз з візантійським імператором Мануїлом I Комніном.
Проте Салах ад-Дін випередив Балдуїна IV й того ж року вдерся до Єрусалимського королівства. Однак, маючи значно менші сили, королю Єрусалиму вдалося спочатку розбити мусульман біля Аскалона, а незабаром  нищівної завдати поразки при Монжизарі, неподалік Рамли. На 1178 рік було укладено перемир'я. Згодом у 1179 році вороги здійснювали військові походи один проти одного.
Розуміючи складне становище свого королівства, Балдуїн IV вирішив зміцнити сили завдяки шлюбу свої сестри Сибіли з Гі де Лузіньяном, представником впливової родини з Пуату, васалом династії Плантагенетів, що й відбулось у 1180 році. У зв'язку із погіршенням здоров'я через швидке прогресування прокази, яка перебігала у злоякісній формі, король передав Лузіньянові значну частину влади. У 1182 році вони розбили мусульман при Бейруті, після чого уклали новий мирний договір із Салах ад-Діном. У 1183 році Балдуїн IV втратив зір і призначив Лузіньяна регентом. Втім, у 1183 році стався конфлікт між Балдуїном IV та Гі де Лузіньяном, коли Гі не надав вчасної допомоги обложеними у фортеці Крак. Король позбавив його всіх посад й змусив вирушити до Аскалона. Після цього 20 листопада 1183 року Балдуїн IV наказав коронувати свого небожа Балдуїна Монферратського новим королем. Проте, за малолітства останнього залишився на троні до своєї смерті 16 березня 1185 року. За заповітом короля правити став Балдуїн V при регенті Раймунді III Триполійському.

## Вшанування пам'яті

### У кінематографі
- Царство небесне.